# Златева, Станка
Станка Златева Христова (болг. Станка Златева Христова; род. 1 марта 1983 года) — болгарская спортсменка, борец вольного стиля, двукратный серебряный призёр Олимпийских игр (2008 и 2012), многократная чемпионка мира, Европы и Болгарии. Первая болгарская женщина, принявшая участие в  Олимпийских играх в женской борьбе в 2004 году в Афинах. 

## Биография
Родилась 1 марта 1983 года в селе Крушаре Сливенской области Болгарии.
Занималась вольной борьбой с 1997 года. Окончила спортивную школу «Пьер де Кубертен» в городе Ямбол. Её первым тренером был Демир Демирев, затем — известный болгарский тренер Симеон Штерев. Выступала за клубы — «Борба и самбо» (Ямбол), «Васил Илиев» (Кюстендил), «Левски» (София). 
Пятикратная чемпионка мира и шестикратная чемпионка Европы в вольной борьбе. Серебряный призёр Олимпийских игр 2008 года в Пекине и 2012 года в Лондоне. Несла флаг Болгарии на церемонии закрытия Олимпийских игр 2012 года.
В 2007, 2010 и 2011 годах признавалась спортсменкой года в Болгарии. В 2016 году закончила карьеру спортсменки и перешла на тренерскую работу.
В марте 2025 года в городе Варна была  избрана президентом Федерации борьбы Болгарии, став первой женщиной в истории Болгарии, возглавившей борьбу в стране. Сменила на этой должности Христо Маринова.

## Награды
- Медаль «За заслуги» (21 мая 2014 года, Болгария) — за большие заслуги в области спорта[4]
- Почётный знак Президента Болгарии (2023 год)[5]